# Feliniopsis annosa
Feliniopsis annosa är en fjärilsart som beskrevs av Pierre E.L. Viette 1963. Feliniopsis annosa ingår i släktet Feliniopsis och familjen nattflyn. Inga underarter finns listade i Catalogue of Life.